# La Ferté-Saint-Aubin
La Ferté-Saint-Aubin – miejscowość i gmina we Francji, w Regionie Centralnym-Dolinie Loary, w departamencie Loiret.
Według danych na rok 1990 gminę zamieszkiwały 6414 osoby, a gęstość zaludnienia wynosiła 74 osoby/km² (wśród 1842 gmin Regionu Centralnego La Ferté-Saint-Aubin plasuje się na 50. miejscu pod względem liczby ludności, natomiast pod względem powierzchni na miejscu 10.).